# Claudio Rosso

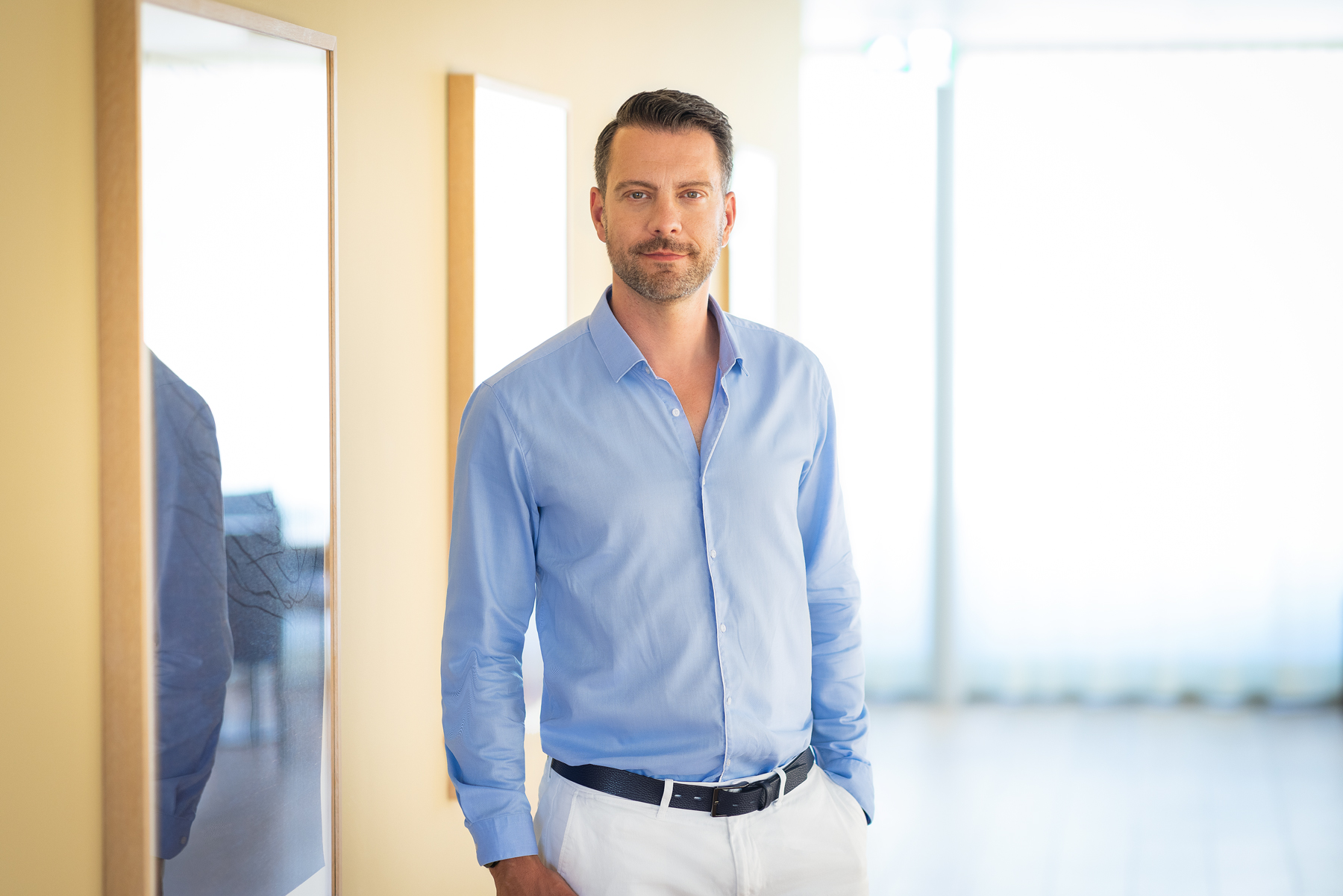
Claudio Rosso (2022)

Claudio Rosso (* 30. September 1978) ist ein schweizerisch-italienischer orthopädischer Chirurg und Sportmediziner mit dem Behandlungsschwerpunkt Schulter- und Ellenbogenchirurgie. Er ist Gründer und Medizinischer Leiter der Arthro Medics AG in Basel und Professor für Orthopädie an der Universität Basel.

## Werdegang
Rosso studierte Humanmedizin an den Universitäten Innsbruck und Basel. Er promovierte 2006 an der Universität Basel zum Dr. med. und habilitierte 2014 zum PD Dr. med. an der Universität Basel. Im Jahre 2020 wurde er zum Titularprofessor ernannt. Rosso absolvierte seine allgemein-chirurgische Ausbildung am Kantonsspital Liestal bevor er 2006 an das Universitätsspital Basel wechselte. Er arbeitete während dieser Zeit zudem in der biomechanischen Forschung am Beth Israel Deaconess Medical Center an der Harvard Medical School. Nach seiner schweizerischen Facharztprüfung im Jahre 2011 wurde er zum Oberarzt der Orthopädischen Klinik des Universitätsspitals Basel und kurz darauf Stellvertretender Teamleiter der Schulter- und Ellenbogenchirurgie.
Seine Forschungsschwerpunkte sind u. a. die Biomechanik der Schulter, die Schulterinstabilität, die Sehnenrekonstruktionen an Schulter und Ellbogen und die Schulterprothetik.
Danach absolvierte er zwei  Fellowships: das GOTS-Asien-Fellowship 2012 und einjährige AGA-Schulterfellowship bei  Laurent Lafosse 2013, inklusive einer Hospitation bei J. P. Warner am Massachusetts General Hospital. Nach seiner Rückkehr in die Schweiz wurde er 2014 Leiter der Sportorthopädie an der Orthopädischen Universitätsklinik Basel. 2015 war er Mitbegründer des ALTIUS Swiss Sportmed Center bevor er 2016 mit der ARTHRO Medics AG ein eigenes Schulter- und Ellbogenzentrum gründete. Zudem ist Claudio Rosso Co-Direktor des Basel Elbow Course, Mitglied zahlreicher Expertengruppen und aktuell Vorsitzender der Expertengruppe Schulter und Ellbogen von Swiss Orthopaedics. Von 2016 bis 2024 war Rosso aktiv in der European Society of Sports Traumatology, Knee Surgery and Arthroscopy (ESSKA), zunächst als Gründungsmitglied des Ellenbogenkomitees und dann im Vorstand der European Shoulder Associates.

## Sport
Rosso ist Stellvertretender Verbandsarzt der Swiss Karate Federation und Träger des 3. Dan im Karate. Als aktiver Sportler wurde er Karate Vize-Weltmeister (2007) und Vize-Europameister (2008) der WSKF. 2007 und 2008 war er Basler Sports Champion. Seine sportliche Laufbahn beendete er 2009. 2016 war Rosso als IOC-Sportmediziner an den Olympischen Spielen in Rio de Janeiro und stellte auch bei den Olympischen Sommerspielen 2024 in Paris als Orthopäde die medizinische Versorgung der Olympischen Sommerspiele sicher. An den Sommerspielen 2021 in Tokio nahm er als Mediziner aufgrund der Auswirkungen der COVID-19-Pandemie nicht teil.

## Publikationen (Auswahl)
Rosso veröffentlichte zahlreiche wissenschaftliche Artikel, Buchkapitel und Bücher veröffentlicht. Auswahl:
- C. Rosso, J. Kränzle, R. Delaney, K. Grezda: Radiologic, clinical, and patient-reported outcomes in stemless reverse shoulder arthroplasty at a mean of 46 months. J Shoulder Elbow Surg. 2023 Nov 20:S1058-2746(23)00819-4. doi:10.1016/j.jse.2023.10.003. Epub ahead of print. PMID 37993092.
- C. Rosso, K. Grezda, P. R. Heuberer: Long head of the biceps intra-articular tenotomy using needle arthroscopy under local anesthesia: preliminary results and technical note. J Exp Orthop. 2022 Jul 22;9(1):70. doi:10.1186/s40634-022-00508-5. PMID 35867214; PMC 9307694 (freier Volltext).
- C. Rosso, F. Martetschläger, M. F. Saccomanno, A. Voss. L. Lacheta: ESA DELPHI Consensus Panel, Beitzel K, Milano G. High degree of consensus achieved regarding diagnosis and treatment of acromioclavicular joint instability among ESA-ESSKA members. Knee Surg Sports Traumatol Arthrosc. 2021 Jul;29(7):2325-2332. doi:10.1007/s00167-020-06286-w. Epub 2020 Sep 26. PMID 32980887; PMC 8225517 (freier Volltext).
- C. Rosso, T. Weber, A. Dietschy, M. de Wild, S. Müller: Three anchor concepts for rotator cuff repair in standardized physiological and osteoporotic bone: a biomechanical study. J Shoulder Elbow Surg. 2020 Feb;29(2):e52-e59.
- C. Rosso, A. Gerometta, S. Klouche, P. Hardy: Arthroscopic Bankart shoulder stabilization in athletes: return to sports and functional outcomes. Knee Surg Sports Traumatol Arthrosc. 2014 Apr 22. PubMed PMID 24752535.